# 4 the Cause
4 the Cause (deutsch: Für die Sache) ist eine Band aus Oak Park nahe Chicago, bestehend aus den Geschwistern Jason und Shonna sowie deren Cousin Bennie und Cousine Reshona, die hauptsächlich in Europa erfolgreich war.

## Geschichte
Die Band wurde bereits im März 1993 gegründet, allerdings unter dem Namen „Young Warriors for Christ“ (deutsch: Junge Krieger für Christus). So traten die vier auf diversen Schulfesten auf und gewannen 1995 den Nachwuchswettbewerb Apollo Style Talent Contest, woraufhin sie einen Plattenvertrag bekamen. 1996 wurde die Platte Up on It, ein reines Gospelalbum, in der christlichen Musikszene der USA ein kleiner Achtungserfolg. Der Bandname wurde einige Male verändert. Zuerst zu „Young Warriors for tha Crusade“ (dt. „Junge Krieger für den Kreuzzug“), dann zu „Young Warriors 4 the Cause“ (dt. „Junge Krieger für die Sache“). Ende 1997 beschloss die Band, diesen Namen auf „4 the Cause“ zu kürzen, wobei „the Cause“ (die Sache) für ihren christlichen Glauben steht. Sie wurden unter das Management von Miles Bell und Robert Williams, die auch die damals erfolgreiche Band The Moffatts managten, genommen.
Schließlich kam der Durchbruch mit der Coverversion von Stand by Me (Original von Ben E. King), die 1998 veröffentlicht wurde. Das Lied war ein Nummer-1-Hit in der Schweiz und erreichte in Deutschland und Österreich jeweils Platz 2. Auf dem anschließend veröffentlichten, gleichnamigen Album sind zwei Songs zu finden, die Eigenkompositionen der vier Bandmitglieder sind: Shine Again (J-Man) und Make Your Head Rock, der von der Band selbst handelt. Die zweite Auskopplung Ain’t No Sunshine (Original von Bill Withers) war zwar deutlich weniger erfolgreich, platzierte sich aber in den deutschen, österreichischen und Schweizer Charts. Ende 1998 war 4 the Cause neben 2-4 Family, 2 Ruff, Sweetbox und Joe Thompson und Mike Dalien von Down Low Teil der Rap Allstars. Dieses Projekt veröffentlichte eine Coverversion des Wham!-Weihnachtshits Last Christmas und schaffte damit den Sprung in die Top 30 in Deutschland und der Schweiz. Letztmals gelang der Charteinstieg 1999 mit der Single Let Me Be, diesmal allerdings nur in Deutschland.
Mit einer Neuinterpretation des Paul-Young-Hits Every Time You Go Away konnte 4 the Cause nicht an frühere Erfolge anknüpfen. Auch die letzte Singleveröffentlichung E-Mail floppte.

## Diskografie

### Studioalben
| Jahr | Titel       | Höchstplatzierung, Gesamtwochen, AuszeichnungChartplatzierungen (Jahr, Titel, Platzierungen, Wochen, Auszeichnungen, Anmerkungen) | Höchstplatzierung, Gesamtwochen, AuszeichnungChartplatzierungen (Jahr, Titel, Platzierungen, Wochen, Auszeichnungen, Anmerkungen) | Höchstplatzierung, Gesamtwochen, AuszeichnungChartplatzierungen (Jahr, Titel, Platzierungen, Wochen, Auszeichnungen, Anmerkungen) | Anmerkungen                        |
| Jahr | Titel       | DE | AT | CH | Anmerkungen                        |
| ---- | ----------- | --- | --- | --- | ---------------------------------- |
| 1996 | Up on It    | — | — | — | Erstveröffentlichung: 1996         |
| 1998 | Stand by Me | DE51 (11 Wo.)DE | AT29 Gold · (13 Wo.)AT | CH20 (11 Wo.)CH | Erstveröffentlichung: 8. Juni 1998 |

### Kompilationen
- 2002: Best of 4 the Cause

### Singles
| Jahr | Titel Album                   | Höchstplatzierung, Gesamtwochen, AuszeichnungChartplatzierungen (Jahr, Titel, Album, Platzierungen, Wochen, Auszeichnungen, Anmerkungen) | Höchstplatzierung, Gesamtwochen, AuszeichnungChartplatzierungen (Jahr, Titel, Album, Platzierungen, Wochen, Auszeichnungen, Anmerkungen) | Höchstplatzierung, Gesamtwochen, AuszeichnungChartplatzierungen (Jahr, Titel, Album, Platzierungen, Wochen, Auszeichnungen, Anmerkungen) | Höchstplatzierung, Gesamtwochen, AuszeichnungChartplatzierungen (Jahr, Titel, Album, Platzierungen, Wochen, Auszeichnungen, Anmerkungen) | Höchstplatzierung, Gesamtwochen, AuszeichnungChartplatzierungen (Jahr, Titel, Album, Platzierungen, Wochen, Auszeichnungen, Anmerkungen) | Anmerkungen                                                                  |
| Jahr | Titel Album                   | DE | AT | CH | UK | US | Anmerkungen                                                                  |
| ---- | ----------------------------- | --- | --- | --- | --- | --- | ---------------------------------------------------------------------------- |
| 1998 | Stand by Me Stand By Me       | DE2 Platin · (24 Wo.)DE | AT2 (19 Wo.)AT | CH1 Gold · (22 Wo.)CH | UK12 (12 Wo.)UK | US82 (5 Wo.)US | Erstveröffentlichung: 30. März 1998                                          |
| 1998 | Ain’t No Sunshine Stand By Me | DE52 (9 Wo.)DE | AT27 (4 Wo.)AT | CH28 (9 Wo.)CH | — | — | Erstveröffentlichung: 3. August 1998                                         |
| 1998 | Last Christmas –              | DE24 (5 Wo.)DE | — | CH21 (3 Wo.)CH | — | — | Erstveröffentlichung: 23. November 1998 als Rap Allstars feat. Leroy Daniels |
| 1998 | Let Me Be Stand By Me         | DE82 (4 Wo.)DE | — | — | — | — | Erstveröffentlichung: 28. Dezember 1998                                      |

Weitere Singles
- 1999: Every Time You Go Away
- 2000: E-Mail

## Auszeichnungen für Musikverkäufe
| Goldene Schallplatte - Belgien - 1998: für die Single Stand by Me - Schweden - 1998: für die Single Stand by Me | Platin-Schallplatte - Neuseeland - 1998: für die Single Stand by Me |

Anmerkung: Auszeichnungen in Ländern aus den Charttabellen bzw. Chartboxen sind in ebendiesen zu finden.
| Land/RegionAuszeichnungen für Musikverkäufe (Land/Region, Auszeichnungen, Verkäufe, Quellen) | Gold     | Platin     | Verkäufe | Quellen                                                |
| -------------------------------------------------------------------------------------------- | -------- | ---------- | -------- | ------------------------------------------------------ |
| Belgien (BRMA)                                                                               | Gold1    | —          | 25.000   | ultratop.be                                            |
| Deutschland (BVMI)                                                                           | —        | Platin1    | 500.000  | musikindustrie.de                                      |
| Neuseeland (RMNZ)                                                                            | —        | Platin1    | 15.000   | aotearoamusiccharts.co.nz                              |
| Österreich (IFPI)                                                                            | Gold1    | —          | 25.000   | ifpi.at                                                |
| Schweden (IFPI)                                                                              | Gold1    | —          | 15.000   | ifpi.se (Memento vom 21. Mai 2012 im Internet Archive) |
| Schweiz (IFPI)                                                                               | Gold1    | —          | 25.000   | hitparade.ch                                           |
| Insgesamt                                                                                    | 4× Gold4 | 2× Platin2 |          |                                                        |